# Тикша (река, Мурманская область)
Тикша — река на Кольском полуострове в Мурманской области России. Относится к бассейну Белого моря.

## Расположение
Тикша находится в юго-западной части Кольского полуострова. Её исток лежит в 25 километрах к востоку от Кандалакши и в 15 километрах к северо-востоку от побережья Кандалакшского залива. Река берёт своё начало в восточной части озера Белое и течёт, изгибаясь, на юг, затем, в 5 километрах от устья, в районе урочища Авдеевское поле, делает резкий поворот на восток и течёт, слегка отклоняясь на север.
Устье Тикши находится в центральной части одноимённого озера, соединённого с Колвицким озером небольшой широкой протокой. Перепад высот по течению реки от истока до устья составляет 103,9 метров.

## Описание
Длина реки составляет 26 километров. Водосборная площадь — 97,1 км². Ширина в разных местах замеров достигает 5-8 метров.
Тикша течёт по скалистой и лесистой местности, сильно заболоченной в среднем и нижнем течении. Высота возвышенностей по берегам реки достигает 215—315 метров в районе устья и 100—160 метров ближе к истокам, глубина прилегающих болот — до 1,7 метров. Берега покрыты смешанным елово-берёзовым, сосново-еловом и сосново-берёзовым лесом.
Скорость течения Тикши — до 0,1-0,2 м/с. По всей протяжённости реки лежит множество порогов. С находящихся к северу возвышенностей Ёлки-Тундры в Тикшу впадает множество небольших безымянных ручьёв. Небольшими протоками река соединена с озёрами Малое Белое и Лебедь-Ламбина.
Населённых пунктов на реке нет. В полутора километрах к северу от устья на берегу озера Тикша ранее располагалось одноимённое поселение. Вдоль реки от рыбацких изб на берегу Белого до мыса Сосновый Наволок в Колвицком озере тянется зимник, дважды пересекающий Тикшу. В этих местах через реку проложены небольшие деревянные мосты.